# 6109 Balseiro
6109 Balseiro (1975 QC) là một tiểu hành tinh vành đai chính được phát hiện ngày 29 tháng 8 năm 1975 by Félix Aguilar Observatory ở El Leoncito Station.